# Kor (kirkedel)
 For alternative betydninger, se Kor (flertydig). (Se også artikler, som begynder med Kor)
Koret er den del af kirken, hvor alteret er placeret. Koret er ofte adskilt fra det øvrige kirkerum. I romanske kirker er koret smallere og lavere end skibet, som er det sted, hvor menigheden står eller sidder. Med de gotiske kirker får koret samme højde som skibet, men adskilles fra skibet med en korskranke eller et korgitter. Koret er gerne hævet over det øvrige gulvplan, for eksempel med en krypt nedenunder. De fleste landsbykirker er placeret så koret vender mod øst, mens bykirker ofte er nødt til at indrette sig efter gadeforløbet.